# Bladensburg (Maryland)
Bladensburg ist eine Stadt im Prince George’s County im US-Bundesstaat Maryland. Das U.S. Census Bureau hat bei der Volkszählung 2020 eine Einwohnerzahl von 9657 ermittelt.  
Bladensburg liegt am Anacostia River, einem Nebenarm des Potomac River. 

## Geschichte
Bladensburg entstand in der Kolonialzeit und war ein florierender Seehafen, bis Ablagerungen im Anacostia River dessen Schiffbarkeit einschränkten. Die Stadt ist nach dem Kolonialgouverneur von Maryland Thomas Bladen (1698–1780) benannt. Historische Bedeutung erlangte der Ort im Britisch-Amerikanischen Krieg durch die Schlacht bei Bladensburg am 24. August 1814, in der britische Truppen eine zahlenmäßig überlegene amerikanische Milizarmee besiegten und anschließend Washington DC niederbrannten. Ab dem Jahr 1808 wurde Bladensburg ein häufig genutzter Ort für Duelle zwischen Kongressangehörigen. Insgesamt fanden hier knapp 50 Duelle statt. Fünf Orte in Bladensburg sind im National Register of Historic Places (NRHP) eingetragen (Stand 13. April 2019), darunter das George Washington House.
In den 1990er Jahren fanden in Zusammenarbeit mit anderen historischen Hafenstädten im Zuge einer sogenannten „Port Towns Revitalization Initiative“ umfassende Bemühungen zu einer Erneuerung der Stadt statt, in deren Rahmen unter anderem die Infrastruktur verbessert, historische Gebäude restauriert und neu genutzt und die alte Hafenfront der Stadt rekonstruiert wurde.

## Söhne und Töchter der Stadt
- William Wirt (1772–1834), US-amerikanischer Jurist und Politiker. Er diente als Justizminister unter den Präsidenten James Monroe und John Quincy Adams